# 兹沃尼米尔·杜尔金雅克
兹沃尼米尔·杜尔金雅克（1988年6月2日—），克羅地亞男子羽毛球運動員。

## 簡歷
2017年8月，杜尔金雅克參加蘇格蘭格拉斯哥舉行的世界羽毛球錦標賽，出戰男子單打項目。他在首圈以2-0擊敗以色列選手米沙·西尔伯曼晉級，但在第二圈就以1比2（21-16、19-21、20-22）不敵法國的布里斯·利弗德斯出局。

## 主要比賽成績
只列出曾進入準決賽的國際賽事成績：
| 年份   | 賽事                       | 公開賽級別 | 項目     | 拍檔                | 成績   |
| ------ | -------------------------- | ---------- | -------- | ------------------- | ------ |
| 2008年 | 羅馬尼亞羽毛球國際賽       | 國際系列賽 | 男子雙打 | 雅各布·比特曼       | 準決賽 |
| 2009年 | 瑞典斯德哥爾摩羽毛球國際賽 | 國際挑戰賽 | 男子雙打 | Hong Mao            | 準決賽 |
| 2009年 | 克羅地亞羽毛球國際賽       | 國際系列賽 | 男子雙打 | 雅各布·比特曼       | 準決賽 |
| 2009年 | 克羅地亞羽毛球國際賽       | 國際系列賽 | 混合雙打 | 斯塔萨·博萨诺维奇   | 冠軍   |
| 2009年 | 斯洛文尼亞羽毛球國際賽     | 國際系列賽 | 男子雙打 | 兹沃尼米尔·霍尔布林 | 準決賽 |
| 2009年 | 捷克羽毛球國際賽           | 國際挑戰賽 | 男子雙打 | 兹沃尼米尔·霍尔布林 | 準決賽 |
| 2009年 | 匈牙利羽毛球國際賽         | 國際系列賽 | 混合雙打 | 斯塔萨·博萨诺维奇   | 準決賽 |
| 2009年 | 土耳其羽毛球國際賽         | 國際系列賽 | 男子雙打 | 兹沃尼米尔·霍尔布林 | 亞軍   |
| 2009年 | 土耳其羽毛球國際賽         | 國際系列賽 | 混合雙打 | 斯塔萨·博萨诺维奇   | 準決賽 |
| 2010年 | 克羅地亞羽毛球國際賽       | 國際系列賽 | 男子雙打 | 兹沃尼米尔·霍尔布林 | 亞軍   |
| 2010年 | 克羅地亞羽毛球國際賽       | 國際系列賽 | 混合雙打 | 斯塔萨·博萨诺维奇   | 冠軍   |
| 2010年 | 斯洛文尼亞羽毛球國際賽     | 國際系列賽 | 男子雙打 | 兹沃尼米尔·霍尔布林 | 亞軍   |
| 2010年 | 斯洛文尼亞羽毛球國際賽     | 國際系列賽 | 混合雙打 | 斯塔萨·博萨诺维奇   | 亞軍   |
| 2010年 | 愛爾蘭羽毛球國際賽         | 國際系列賽 | 混合雙打 | 斯塔萨·博萨诺维奇   | 準決賽 |
| 2011年 | 克羅地亞羽毛球國際賽       | 國際系列賽 | 男子雙打 | 兹沃尼米尔·霍尔布林 | 準決賽 |
| 2011年 | 克羅地亞羽毛球國際賽       | 國際系列賽 | 混合雙打 | 斯塔萨·博萨诺维奇   | 冠軍   |
| 2011年 | 斯洛文尼亞羽毛球國際賽     | 國際系列賽 | 混合雙打 | 斯塔萨·博萨诺维奇   | 冠軍   |
| 2011年 | 西班牙羽毛球公開賽         | 國際挑戰賽 | 男子雙打 | 兹沃尼米尔·霍尔布林 | 準決賽 |
| 2011年 | 西班牙羽毛球公開賽         | 國際挑戰賽 | 混合雙打 | 斯塔萨·博萨诺维奇   | 亞軍   |
| 2011年 | 捷克羽毛球國際賽           | 國際挑戰賽 | 混合雙打 | 斯塔萨·博萨诺维奇   | 準決賽 |
| 2011年 | 匈牙利羽毛球國際賽         | 國際系列賽 | 男子雙打 | 兹沃尼米尔·霍尔布林 | 冠軍   |
| 2012年 | 奧地利羽毛球國際挑戰賽     | 國際挑戰賽 | 混合雙打 | 斯塔萨·博萨诺维奇   | 準決賽 |
| 2012年 | 克羅地亞羽毛球國際賽       | 國際系列賽 | 男子雙打 | 兹沃尼米尔·霍尔布林 | 亞軍   |
| 2012年 | 克羅地亞羽毛球國際賽       | 國際系列賽 | 混合雙打 | 斯塔萨·博萨诺维奇   | 亞軍   |
| 2012年 | 葡萄牙羽毛球國際賽         | 國際系列賽 | 男子雙打 | 尼古拉·奥弗高       | 冠軍   |
| 2012年 | 葡萄牙羽毛球國際賽         | 國際系列賽 | 混合雙打 | 斯塔萨·博萨诺维奇   | 亞軍   |
| 2012年 | 斯洛文尼亞羽毛球國際賽     | 國際系列賽 | 男子雙打 | 兹沃尼米尔·霍尔布林 | 冠軍   |
| 2012年 | 斯洛文尼亞羽毛球國際賽     | 國際系列賽 | 混合雙打 | 斯塔萨·博萨诺维奇   | 冠軍   |
| 2012年 | 匈牙利羽毛球國際賽         | 國際系列賽 | 男子雙打 | 兹沃尼米尔·霍尔布林 | 亞軍   |
| 2012年 | 匈牙利羽毛球國際賽         | 國際系列賽 | 混合雙打 | 斯塔萨·博萨诺维奇   | 冠軍   |
| 2013年 | 克羅地亞羽毛球國際賽       | 國際系列賽 | 男子雙打 | 兹沃尼米尔·霍尔布林 | 亞軍   |
| 2013年 | 克羅地亞羽毛球國際賽       | 國際系列賽 | 混合雙打 | 斯塔萨·博萨诺维奇   | 準決賽 |
| 2013年 | 斯洛文尼亞羽毛球國際賽     | 國際系列賽 | 混合雙打 | 斯塔萨·博萨诺维奇   | 冠軍   |
| 2013年 | 地中海運動會羽毛球比賽     | 其他       | 男子雙打 | 兹沃尼米尔·霍尔布林 | 金牌   |
| 2013年 | 意大利羽毛球國際賽         | 國際挑戰賽 | 混合雙打 | 李意恒              | 冠軍   |
| 2014年 | 羅馬尼亞羽毛球國際賽       | 國際系列賽 | 男子雙打 | 兹沃尼米尔·霍尔布林 | 冠軍   |
| 2014年 | 克羅地亞羽毛球國際賽       | 國際系列賽 | 男子雙打 | 兹沃尼米尔·霍尔布林 | 準決賽 |
| 2014年 | 斯洛文尼亞羽毛球國際賽     | 國際系列賽 | 男子雙打 | 兹沃尼米尔·霍尔布林 | 冠軍   |
| 2014年 | 波蘭羽毛球國際賽           | 國際系列賽 | 男子雙打 | 兹沃尼米尔·霍尔布林 | 準決賽 |
| 2014年 | 匈牙利羽毛球國際賽         | 國際系列賽 | 男子單打 | －                  | 亞軍   |
| 2014年 | 匈牙利羽毛球國際賽         | 國際系列賽 | 男子雙打 | 兹沃尼米尔·霍尔布林 | 冠軍   |
| 2015年 | 奧地利羽毛球公開賽         | 國際挑戰賽 | 混合雙打 | 李意恒              | 準決賽 |
| 2015年 | 羅馬尼亞羽毛球國際賽       | 國際系列賽 | 男子雙打 | 兹沃尼米尔·霍尔布林 | 冠軍   |
| 2015年 | 克羅地亞羽毛球國際賽       | 國際系列賽 | 混合雙打 | 玛蒂雅·西萨         | 冠軍   |
| 2015年 | 斯洛文尼亞羽毛球國際賽     | 國際系列賽 | 男子雙打 | 兹沃尼米尔·霍尔布林 | 冠軍   |
| 2015年 | 布拉格羽毛球公開賽         | 國際挑戰賽 | 男子單打 | －                  | 亞軍   |
| 2015年 | 匈牙利羽毛球國際賽         | 國際系列賽 | 男子雙打 | 菲利普·施波亚雷茨   | 準決賽 |
| 2016年 | 羅馬尼亞羽毛球國際賽       | 國際系列賽 | 男子雙打 | 兹沃尼米尔·霍尔布林 | 亞軍   |
| 2016年 | 克羅地亞羽毛球國際賽       | 未來系列賽 | 男子雙打 | 菲利普·施波亚雷茨   | 冠軍   |
| 2016年 | 克羅地亞羽毛球國際賽       | 未來系列賽 | 混合雙打 | 玛蒂雅·西萨         | 冠軍   |
| 2016年 | 斯洛文尼亞羽毛球國際賽     | 國際系列賽 | 混合雙打 | 约瑟芬·范·赞纳      | 準決賽 |
| 2017年 | 克羅地亞羽毛球國際賽       | 未來系列賽 | 男子單打 | －                  | 亞軍   |
| 2017年 | 克羅地亞羽毛球國際賽       | 未來系列賽 | 男子雙打 | 兹沃尼米尔·霍尔布林 | 冠軍   |
| 2017年 | 保加利亞羽毛球公開賽       | 國際系列賽 | 男子單打 | －                  | 亞軍   |
| 2018年 | 保加利亞羽毛球公開賽       | 國際系列賽 | 男子單打 | －                  | 準決賽 |
| 2018年 | 匈牙利羽毛球國際賽         | 國際挑戰賽 | 男子單打 | －                  | 準決賽 |
| 2019年 | 克羅地亞羽毛球國際賽       | 未來系列賽 | 男子單打 | －                  | 準決賽 |

| 2007-2017年 | 首要超級賽 | 超級賽 | 黃金大獎賽 | 大獎賽 | 國際挑戰賽 | 國際系列賽 | 未來系列賽 | 其他 |

| 2018-2026年 | 總決賽 | 超級1000賽 | 超級750賽 | 超級500賽 | 超級300賽 | 超級100賽 | 國際挑戰賽 | 國際系列賽 | 未來系列賽 | 其他 |

### 奧運會和世錦賽參賽紀錄
|          | 搭檔                | 2010 | 2011 | 2012 | 2013 | 2014 | 2015 | 2016 | 2017 | 2018 | 2019 |
| -------- | ------------------- | ---- | ---- | ---- | ---- | ---- | ---- | ---- | ---- | ---- | ---- |
| 男子單打 | －                  | －   | －   | －   | －   | －   | －   | －   | 32強 | 64強 | 32強 |
|          |                     |      |      |      |      |      |      |      |      |      |      |
| 男子雙打 | 兹沃尼米尔·霍尔布林 | 32強 | 48強 | －   | －   | －   | －   | －   | －   | －   | －   |
|          |                     |      |      |      |      |      |      |      |      |      |      |
| 混合雙打 | 斯塔萨·博萨诺维奇   | 48強 | 48強 | －   | －   | －   | －   | －   | －   | －   | －   |